# نانوتيرانوس
نانوتيرانوس (بالإنجليزية: Nanotyrannus)‏ وتعني الطاغية القزم، هو جنس محتملٌ مشكوكٌ فيه من عائلة التيرانوصوريات من الديناصورات. معروف من نموذجين فقط (ربما ثلاثة)، ويمكن أن يكون نموذجا يافعا لجنس التيرانوصور ركس المعاصر له.

## تاريخ

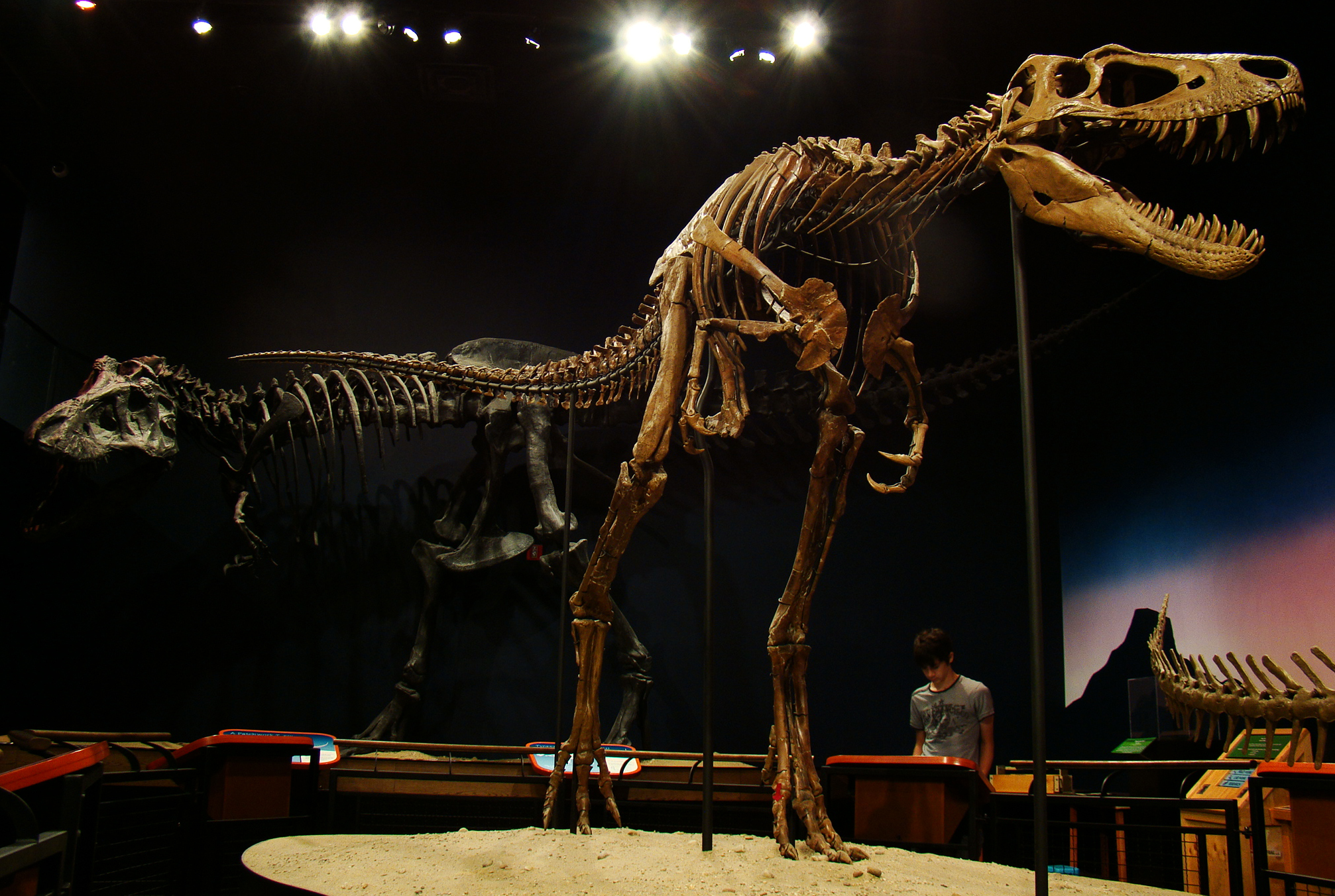
جاين نموذج في متحف بوربي للتاريخ الطبيعي.

يستند نانوتيرانوس إلى CMNH 7541، وهي جمجمة عُثر عليها سنة 1942 بواسطة هوسبروك دانكل ووصفها تشارلز جيلمور سنة 1946، والذي صنفها على أنها نوع جديد في جنس التيرانوصور جورجوصور وسمي ج.لانسينسيس. في سنة 1988 أعيد وصف النموذج بواسطة روبرت باكر، فيليب كوري ومايكل ويليامز، وبعدها أمين علم الأحياء القديمة في متحف كليفلند للتاريخ الطبيعي أين يتواجد ويُعرض النموذج الأصلي حاليا. أشار بحثهم الأولي إلى أن عظام الجمجمة مندمجة ومنه فهي تمثل نموذجا بالغا. وعلى ضوء هذا الأمر صنف باكر وزملاؤه الجمجمة كنموذج جديد سموه نانوتيرانوس نظرا لحجم البالغين الصغير. قُدر طول النموذج بحوالي 5.2 متر حين توفي. غير أن تحليلا مفصلا للنموذج بواسطة توماس كار سنة 1999 أظهر أنه، في الحقيقة ديناصور يافع، وهذا قاد كار وعدة إحاثيين آخرين لاعتباره نموذج تيرانوصور ركس يافع.
في سنة 2001 تم اكتشاف تيرانوصور يافع أكثر اكتمالا (لُقّب بجاين، رقمه التصنيفي BMRP 2002.4.1) ينتمي إلى نفس النموذج النوعي للناتيرانوس. دفع هذا الاكتشاف لعقد مؤتمر حول التيرانوصور مركزا على صحة وجود نوع النانوتيرانوس في متحف بوربي للتاريخ الطبيعي سنة 2005. رأى العديد من الإحاثيين الذين نشروا آراء حول صحة ن.لانسينسس، بما فيهم كوري وويليامز أن اكتشاف جاين تأكيد على أن النانوتيرانوس في الواقع نسخة يافعة من التيرانوصور ركس. لكن من جهة أخرى بعض هؤلاء الإحاثيين مثل بيتر لارسن واصل دعم فرضية أن نانوتيرانوس لانسينسس نوع مفصل لكن قريب الصلة. في سنة 2015 درس البروفيسور فيل ماننغ والدكتورة شارلوت براسي من جامعة مانشستر نموذج جاين باستخدام الماسح ليدار واستخدام البيانات ومحاكاة حاسوبية، وأشار حجم نموذجهم المحاكى أن وزن جاين كان بين 600-900 كلغ أصغر بكثير مما هو متوقع من التيرانوصور. كذلك بعام 2015 استخدمت الأستاذ المساعدة هولي وودورد بلارد من جامعة أوكلاهوما اختبار علم الأنسجة لفحص قطعة رقيقة من عظم فخذ جاين، أظهر حساب الحلقات داخل عظام جاين أن عمرها كان 11 سنة، ما يعني أن جاين كانت غير بالغة ومازالت في طور النمو. الدراسة العلمية الفعلية لجاين يمكن أن تحدد كون نانوتيرانوس لانسينسس نوعا صحيحا أو مجرد نموذج يافع للتيركس.
فضلا عن ذلك، يحاجج البعض بأن ستيجيفيناتور والذي يعتبر غالبا أنه نموذج تيرانوصور يافع يمكن أن يكون نموذج نانوتيرانوس يافعا.
في نهاية 2011، ظهرت تقارير صحفية حول اكتشاف حدث سنة 2006 لنموذج جديد وكامل تقريبا من التيرانوصوريات جنبا إلى جنب مع اكتشاف لأحد قرنيات الوجه. تمت دراسة النموذجين بواسطة روبرت باكر وبيت لارسن في الموقع، وقاما بتعريف قرني الوجه بأنه تريسيراتوبس والتيرانوصوري على أنه نانوتيرانوس. لُقّب النموذج بماري الدموية ويُزعم أن له سيقانا طولها 3 أقدام مع عظام يدٍ قيل أنها أطول بمرة ونصف من تلك التي لدى نموذج التيركس سو. على أي حال حقيقة تلك المزاعم وكون النموذج مختلفا عن التيركس مستحيل التحديد حاليا، حين يبقى نموذج ماري الدموية بين أيد خاصة وبعيدا عن الاختبارات العلمية.